# Куликів (станція)
Куликі́в — проміжна залізнична станція 5-го класу Львівської дирекції залізничних перевезень Львівської залізниці на лінії Львів — Рава-Руська між станціями Брюховичі (15,5 км) та Жовква (10 км). Розташована у селі Мервичі Львівського району Львівської області.

## Пасажирське сполучення
На станції щоденно  зупиняється одна пара поїздів приміського сполучення Львів — Рава-Руська.